# Verein für das Deutschtum im Ausland

Logo des VDA mit Kornblume

Der Verein für das Deutschtum im Ausland e. V. (VDA) war eine mehrfach umbenannte Kulturorganisation in Deutschland. Der Verein verstand sich, in der Endphase seiner Existenz, als kultureller Mittler und Bindeglied zwischen den in aller Welt lebenden Deutschen, zu denen er vielfältige Kontakte unterhielt, und dem deutschen Mutterland. Der VDA sah es als seine Aufgabe an, die deutsche Sprache und Kultur im Ausland durch die Unterstützung eines intensiven Jugendaustausches, auslandsdeutscher Einrichtungen wie z. B. Schulen und Kindergärten sowie auslandsdeutscher Medien und Publikationen zu fördern. Der Verein hatte eine lange, fast 140-jährige, Geschichte und einige Umbenennungen hinter sich. 1881 als Allgemeiner Deutscher Schulverein zur Erhaltung des Deutschtums im Auslande gegründet, wurde er 1908 umbenannt in den Verein für das Deutschtum im Ausland, Schulverein e. V., dann 1933 erneut umbenannt in den Volksbund für das Deutschtum im Ausland. Nach dem Zweiten Weltkrieg war die Organisation ab 1955 unter dem Namen Verein für das Deutschtum im Ausland aktiv, wurde 1970 umbenannt in VDA – Gesellschaft für Deutsche Kulturbeziehungen im Ausland. Im Jahre 1981, aus Anlass des hundertjährigen Bestehens, nahm der Verein wieder den ursprünglichen Namen Verein für das Deutschtum im Ausland an. Seit 1998 und bis zur Einstellung der Geschäftstätigkeit 2019 trat der Verein unter dem Namen Verein für Deutsche Kulturbeziehungen im Ausland e. V. (VDA) auf.
Der Verein hatte zuletzt seine Geschäftsstelle in Sankt Augustin-Hangelar, im Frühjahr 2019 war der Verein zahlungsunfähig und stellte den Betrieb ein, seitdem ist die Geschäftsstelle geschlossen und die Homepage des Vereins nicht mehr erreichbar.

## Geschichte

### 1881: Allgemeiner Deutscher Schulverein
Als Gründungsdatum gilt der 15. August 1881, als die Berliner Ortsgruppe des 1880 in Wien gegründeten Deutschen Schulvereines beschloss, die selbständigen ca. 50 reichsdeutschen Unterstützervereine im „Allgemeinen Deutschen Schulverein“ zu zentralisieren. Im Unterschied zum Deutschen Schulverein wollte der „Allgemeine Deutsche Schulverein“ seine Tätigkeit nicht allein auf die Länder der österreichisch-ungarischen Monarchie beschränken, sondern eine Schutzorganisation für Deutsche auf der ganzen Welt bilden. Vier Jahre nach der Gründung – am Ende des Jahres 1885 – gab es im Deutschen Reich insgesamt 12.000 Mitglieder des „Allgemeinen Deutschen Schulvereines“, die in 140 Ortsgruppen zusammengeschlossen waren. 1923 waren es 13 Landesverbände und 600 Ortsgruppen mit über 360.000 Mitgliedern, sowie 700 Schulgruppen.
Laut § 1 der Gründungssatzung lag der Vereinszweck darin, die Deutschen außerhalb des Mutterlandes, „… dem Deutschtum zu erhalten und sie nach Kräften in ihren Bestrebungen, Deutsche zu bleiben oder wieder zu werden, zu unterstützen“. Dies geschah durch die Errichtung und Erhaltung deutscher Schulen, Kindergärten und Bibliotheken im Ausland. Für Studenten gab es Stipendien zum Studium in Deutschland. Dafür wurden in Deutschland Lobbyarbeit, Pressearbeit und Öffentlichkeitsarbeit geleistet und Spendensammlungen organisiert. Dem Vereinszweck entsprechend gehörten dem Verein vorwiegend Lehrer und Schüler, aber auch namhafte Persönlichkeiten wie die Historiker Theodor Mommsen und Heinrich von Treitschke, an.

### 1908: Verein für das Deutschtum im Ausland, Schulverein e.V.

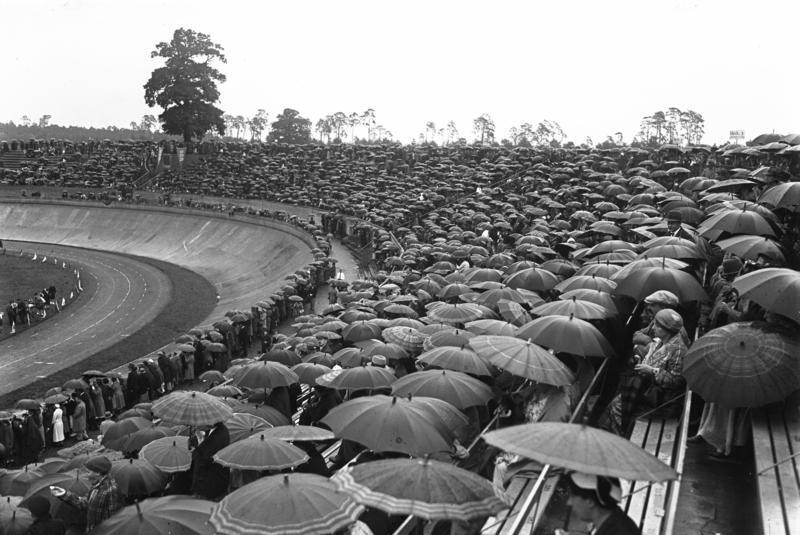
Berlin 1932, Fest der deutschen Schule. „Der Verein für das Deutschtum im Ausland veranstaltete ein grosses Fest der deutschen Schule, an welchem über 20.000 Schüler und Schülerinnen teilnahmen“.

Nach dem Ende des Ersten Weltkrieges und den politischen Gebietsveränderungen und Bevölkerungsverschiebungen in der Folge des Versailler Vertrags und des Vertrags von Saint-Germain setzte sich der konservativ-nationalistische, bereits im Jahre 1908 in „Verein für das Deutschtum im Ausland“ umbenannte VDA im Kreis der reaktionären deutschvölkischen Bewegung mit finanzieller Unterstützung des Auswärtigen Amtes für die Revisionsbemühungen der 1920er Jahre und mit allen Mitteln für den Kampf um den Erhalt des „Auslandsdeutschtums“ ein. Noch frei vom „Rasse“-Prinzip nahm sich der zum Teil volksverhetzende VDA aller außerhalb der Reichsgrenzen lebenden Deutschen und ihrer landsmannschaftlichen Interessen an und gewann in dieser Zeit ca. 2,5 Mio. Mitglieder.
1921 schloss sich der österreichische Deutsche Schulverein Wien dem „Verein für das Deutschtum im Ausland“ als Landesverband Österreich des VDA an.

### 1933: Volksbund für das Deutschtum im Ausland
Die Geschichte des VDA während des Nationalsozialismus ist umstritten. Tammo Luther macht gravierende Unterschiede zwischen der „traditionalistischen“ Volkstumspolitik des VDA und der nationalsozialistischen Volkstumspolitik aus. Zwar sei es dem VDA auch um eine Revision der Grenzen nach dem Versailler Vertrag gegangen, aber nicht um eine Eroberung von Lebensraum im Osten. Der VDA sei auch keiner rassischen Theorie gefolgt und auch nicht bereit gewesen, auslandsdeutsche Interessen machtpolitischen Kalkülen unterzuordnen.
Mitglieder verfügten über jeweils eine Mitglieds- bzw. „Opferkarte“, in der die monatlichen Beiträge dokumentiert wurden und die Leitsätze des Vereins abgedruckt waren:
1. „Von 100 Millionen Deutschen wohnen 40 Millionen außerhalb der jetzigen Reichsgrenzen.
2. Das Schicksal der deutschen Brüder im Ausland ist auch das Schicksal des ganzen deutschen Volkes.
3. Erhaltung und Pflege des deutschen Volkstums in den verlorenen Grenzmarken und im Ausland ist eine Hauptbedingung für Deutschlands politische u. wirtschaftliche Wiedergeburt.
4. Diese Aufgabe des B.D.A. kennt weder Partei- noch Bekenntnisunterschiede.
5. Lies und verbreite die Jugendzeitschriften: Jung-Roland, Roland-Blätter, Roland-Rätsel und die „Deutsche Welt“.
6. Benutze die Einrichtungen des Wirtschaftsunternehmens des Vereins, kaufe die schönen Künstlerpostkarten, die eigenen Bleistifte, Federn, Federhalter, Füllfederhalter, B.D.A.-Briefpapiere in den einschlägigen Geschäften. Kaufe und benutze den Taschenkalender „Der Merker“. Du nutzt Dir selbst und hilfst dem Verein zu neuen Mitteln.
7. Jedes Mitglied trage das Abzeichen des B.D.A.
8. Bleib dem B.D.A. Dein Leben lang treu! Wirb neue Mitglieder und Spender! Jeder Beitrag und jede Hilfeleistung ist ein Baustein zu unserem Werk: friedliche Kulturhilfe und gegenseit. Förderung d. ganzen Deutschtums.“ (1933)

1934 wurden die Leitsätze 4 bis 6 und 8 in Annäherung an das nationalsozialistische Regime abgeändert:
4. „Diese Aufgabe des B.D.A.muss das ganze Volk einmütig und opferwillig unterstützen.
5. Lies und verbreite die Jugendzeitschriften: „Rolandblätter“, „Jung-Roland“, „Jungroland-Rätsel“ und wirb für die Erwachsenen-Blätter: „Der Volksdeutsche“ und „Deutsche Arbeit“. Der B.D.A.-Abreißkalender „Deutsche in aller Welt“ gehört in jedes Klassenzimmer, in jedes deutsche Heim und in jede deutsche Familie: der Schülerkalender ‚Der Merker“ in die Hände jedes Schülers.
6. Bediene Dich des B.D.A.-Wirtschaftsunternehmens, Berlin W 30, Postfach 25. Bestelle sein Preisvergleichnis. Erwirb und verbreite seine B.D.A.-Vertriebs- und Werbeartikel.

8. Bleib dem B.D.A. Dein Leben lang treu! Wirb neue Mitglieder und Spender! Jeder Beirag und jede Hilfeleistung ist ein Baustein zu unserem Werk.“  (1934)
Der Verein hatte im April 1933 Hans Steinacher an die Spitze gewählt. Steinacher, so Luther, sei von den Mitgliedern des VDA als der richtige Mann angesehen worden, „um den Verein vor übermäßigen Eingriffen seitens der NSDAP zu bewahren und die […] Unabhängigkeit aufrechtzuerhalten.“ Der im Kärntner Abwehrkampf bewährte Steinacher wurde „Reichsführer“ des nun in Volksbund der Deutschen im Ausland umbenannten VDA, den er nach dem Führerprinzip organisierte. Durch das Erstarken der Auslandsabteilung der NSDAP unter Ernst Wilhelm Bohle geriet der VDA in ein Konkurrenzverhältnis um die Vertretung der Interessen der Auslandsdeutschen. Rudolf Heß regelte im Juli 1935, dass der VDA neben dem 1933 gegründeten Volksdeutschen Rat unter Karl Haushofer die „Volksdeutschen“ in Europa und den USA, die NSDAP/AO die „Reichsdeutschen“ im Ausland und die „Volksdeutschen“ in Übersee betreuen sollte. Mitte Oktober 1935 richtete Heß eine Zentralstelle zur Koordinierung der Volkstumspolitik unter Otto von Kursell ein, der am 1. Februar 1937 nach einer Intervention Heinrich Himmlers durch Werner Lorenz ersetzt wurde. Dies gilt als der Zeitpunkt, an dem die SS die Kontrolle über die nationalsozialistische Volkstumspolitik übernahm.
Andere Historiker haben demgegenüber die gemeinsamen Ziele und Wurzeln besagter „Traditionalisten“ und der Nationalsozialisten im völkischen Nationalismus herausgearbeitet. „Wenn eine Organisation wie der VDA als Gegenspieler der Nationalsozialisten dargestellt und damit der Eindruck erzeugt wird, der VDA hätte eine Art ‚Opposition‘ zum NS dargestellt“, so Alexa Stille in einer Rezension von Luthers Studie, „dann ist dies nur wenig geeignet, die Strukturen der Volkstumspolitik in den Anfangsjahren des Nationalsozialismus offenzulegen und zudem schlichtweg falsch.“ Der VDA hatte sich vielmehr früh der NS-Ideologie angenähert, was so auch bereits von zeitgenössischen Beobachtern konstatiert worden ist.
Steinacher machte schon lange vor dem „Anschluss Österreichs“ keinen Hehl daraus, dass er diesen und den Nationalsozialismus allgemein befürwortete. Er hatte schon 1933 das Deutsche Ausland-Institut DAI in Stuttgart gleichgeschaltet. Seit 1935 unterstützte der VDA die österreichische NSDAP finanziell. Steinacher definierte die Strategie des VDA als die eines Volksbundes, „der als nicht regierungsamtliche Organisation auch dort für seine Volksbrüder einzutreten vermag, wo […] [die] Partei dies aus politischen Gründen nicht tun kann. Darüber hinaus sind die Führer des VDA ohne Zweifel Nationalsozialisten des Geistes und nicht nur der Partei, und schließlich ist das wahre VDA-Mitglied ein wahrer Nationalsozialist…“. Friktionen mit der NS-Politik ergaben sich hingegen in der Südtirolpolitik, da Steinacher kein Befürworter der Option in Südtirol war.
Der VDA unterstützte im Verlauf der 30er Jahre elsässische Autonomisten, z. B. durch die Vergabe eines zinslosen Darlehens an Friedrich Spieser für den Kauf der Hüneburg, aus der ein „Bollwerk des Deutschtums“ werden sollte. 1937 wurde Hermann Bickler durch den Westreferenten des Volksbundes, Karl Poechel, bei internen Machtkämpfen in der elsässischen Autonomisten-Bewegung unterstützt.

### 1938: Gleichschaltung und Unterstellung unter die „Volksdeutsche Mittelstelle“
Mit dem Dienstantritt Lorenz’ wurde die vormalige Zentralstelle zur Volksdeutschen Mittelstelle der SS, die die Zuständigkeit für alle Volksgruppen im Ausland beanspruchte. Steinacher wurde am 19. Oktober 1937 beurlaubt, wohl auch, weil er in der Frage der italienischen Ansprüche auf Südtirol kompromisslos blieb. Die Führung des Volksbundes übernahm Haushofer, ihre Arbeit die VoMi. Über den VDA waren Unterstützungsmittel für Schulen, Theater und die politische Arbeit an die deutschen Volksgruppen im Ausland geflossen. Die finanzielle Unterstützung des Reiches floss nunmehr den nationalsozialistischen Organisationen der Auslandsdeutschen zu. Durch diesen finanziellen Druck verloren die Volksgruppen ihre Eigenständigkeit und gerieten in Abhängigkeit von reichsdeutschen Stellen der NSDAP.

### 1955: Verein für das Deutschtum im Ausland
Nach dem Zweiten Weltkrieg wurden sowohl der Volksbund als auch die Mittelstelle von den Alliierten im Kontrollratsgesetz Nr. 2 als NS-Organisationen verboten. Im Jahre 1955 erfolgte die Wiedergründung unter dem alten Namen „Verein für das Deutschtum im Ausland“. Zu den Initiatoren des Neuanfangs zählten u. a. der bayerische Ministerpräsident Wilhelm Hoegner (SPD), der bayerische Kultusminister Alois Hundhammer (CSU), der Vorsitzende des DGB-Landesverbandes Bayern Max Wönner, der Industrielle Rudolf Rodenstock sowie anderen Persönlichkeiten des öffentlichen Lebens. Zu den vorrangigen Tätigkeitsgebieten des VDA zählte auch weiterhin die Unterstützung deutscher Schulen im Ausland.

### 1970: VDA – Gesellschaft für Deutsche Kulturbeziehungen im Ausland
Nachdem der Verein seit den späten 1970er und frühen 1980er Jahren bewusst Aufgabenfelder beschritten hatte, die eine wichtige Ergänzung der staatlichen auswärtigen Kulturpolitik darstellten, wie etwa die Intensivierung des Jugendaustausches mit außereuropäischen Ländern und die Herausgabe eines VDA-Pressedienstes zur Unterstützung der deutschsprachigen Presse im Ausland, schufen die „Wende“ im Herbst 1989 und der Fall des Eisernen Vorhangs neue politische Rahmenbedingungen für die Arbeit des Vereins, v. a. in Osteuropa. Im Auftrag der CDU-geführten Bundesregierung, der es darauf ankam, insbesondere die Russlanddeutschen in ihren Siedlungsgebieten zu halten, übernahm der VDA die Koordination umfangreicher Förderprojekte.
Die Vereinsarbeit konzentrierte sich nach 1989 nicht allein auf die Deutschen in der Sowjetunion bzw. den GUS-Staaten, sondern bezog auch die deutschen Minderheiten in den Staaten Mittelost-, Ost- und Südosteuropas ein.

### 1998 – 2019: Verein für Deutsche Kulturbeziehungen im Ausland e.V. (VDA)
Zuletzt trug der VDA den Namen „Verein für Deutsche Kulturbeziehungen im Ausland“ und sah sich „als lebendige Brücke zwischen der deutschen Heimat und den circa 14 Millionen Auslandsdeutschen“. Er gab die Zeitschrift Globus heraus, die vierteljährlich erschien und über die Vereinsarbeit informierte.
Zu Beginn des Jahres 2019 wurde das Erscheinen der Zeitschrift eingestellt sowie die Geschäftsstelle wegen aufgelaufener Schulden im sechsstelligen Bereich geschlossen, nachdem bereits seit 1998 die Bundeszuschüsse des Auswärtigen Amtes von der Bundesregierung eingestellt worden waren. Ende März 2019 stellte der Vorstand einen Insolvenzantrag, der jedoch aufgrund von Formfehlern vom Amtsgericht Bonn zunächst zurückgewiesen wurde. Mit dem 30. Juni 2019 stellte der Verein seine Tätigkeit auf Bundesebene ein.

## Bundesvorstand
Stand 1/2011
- Hartmut Koschyk, MdB, Vorsitzender
- Wolfgang Betz, stellv. Vorsitzender
- Gerhard Landgraf, Bürgermeister, stellv. Vorsitzender
- Thomas Darsow
- Helmut Graff
- Tammo Luther
- Gerhard Müller

## Vorsitzende des Verwaltungsrats
- Peter Iver Johannsen

Stellvertreter
- Hartmut Fröschle
- Rolf Sauerzapf

## Vereinspublikationen
Als Vereinspublikation gab der Verein für das Deutschtum im Ausland von 1909 bis 1919 die Vierteljahresschrift Das Deutschtum im Ausland heraus. In den Jahren zwischen 1915 und 1917 erschien die Wochenschrift Der Osten, ab 1924 bis 1933 die Monatszeitschrift Deutsche Welt.
Seit dem Jahr 2000 brachte der Verein für Deutsche Kulturbeziehungen im Ausland die Zeitschrift Globus heraus, die sich thematisch vorrangig mit Fragen deutschsprachiger Gemeinschaften im Ausland befasste. Globus erschien vierteljährlich in einer Auflage von 8.000 Exemplaren, ein guter Teil davon ging ins Ausland an deutsche Vereine und Verbände, deutsche Schulen, Kirchengemeinden, Kulturinstitute, Handelsmissionen und diplomatische Vertretungen sowie an über 400 Redaktionen deutschsprachiger Publikationen im Ausland.